# Могила Аарона

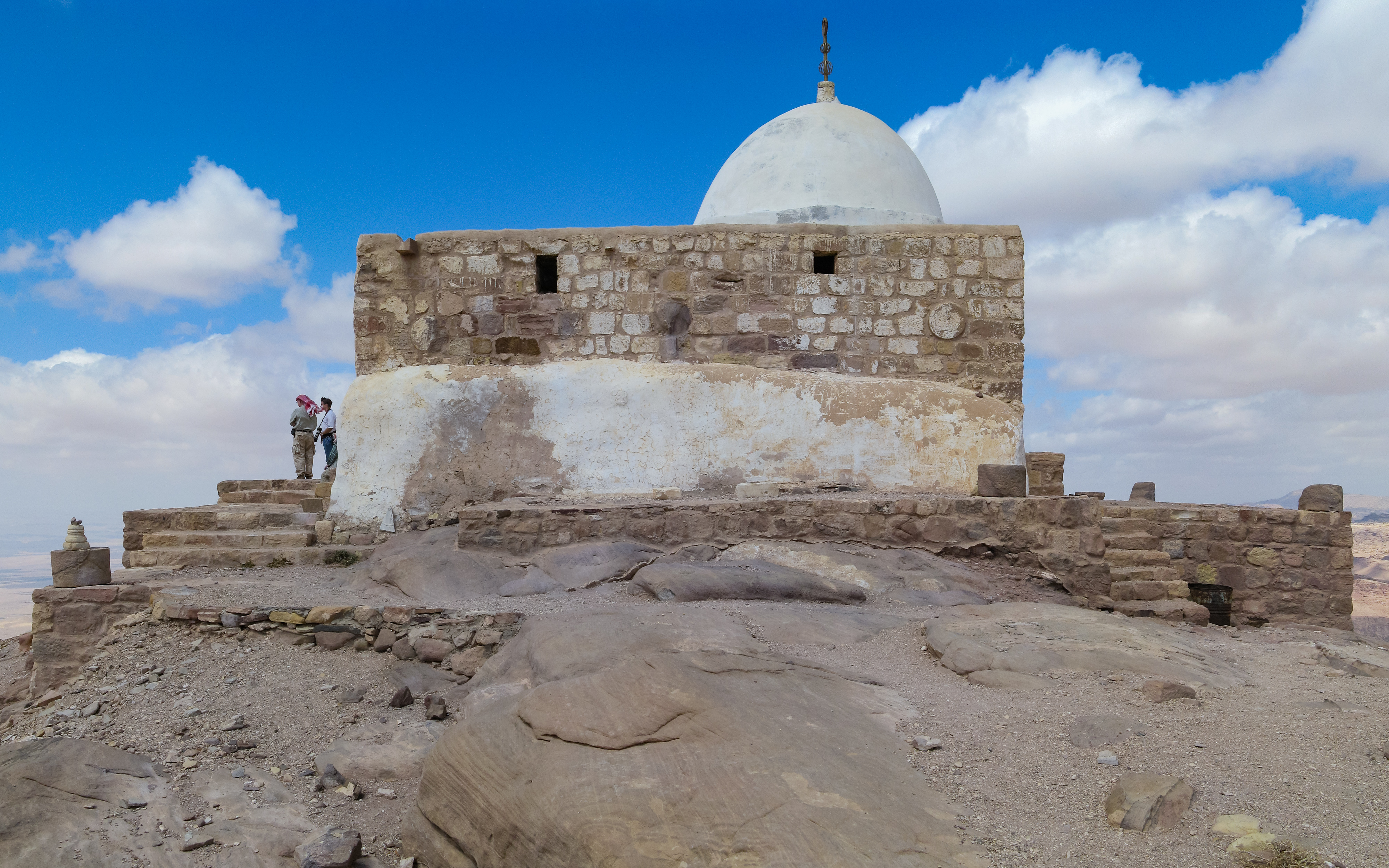
Могила Аарона на горі Джебель-Небі-Гарун, Йорданія

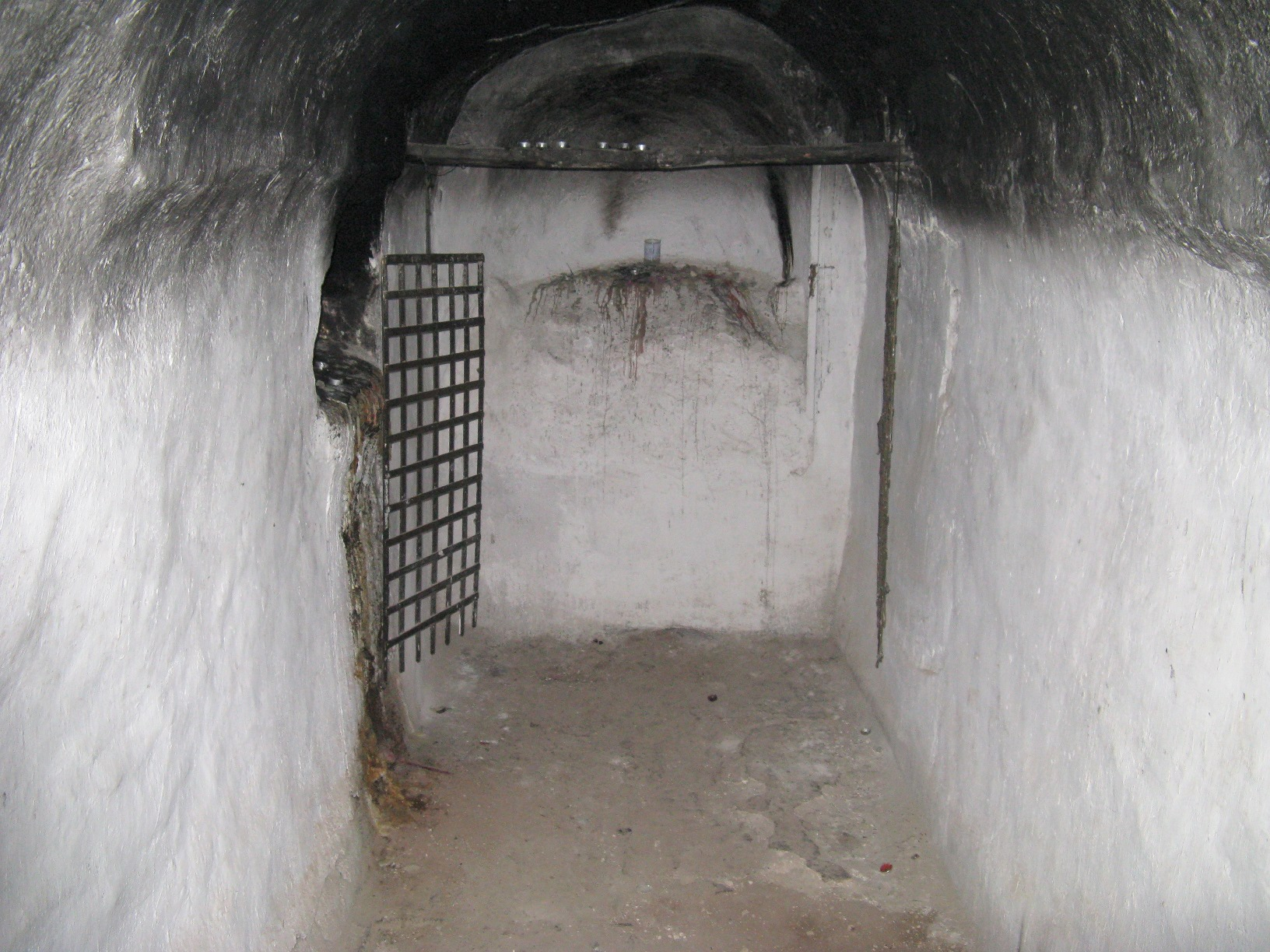
Могила Аарона

Могила Аарона (араб. مقام النبي هارون) — релігійна пам'ятка, розташована на вершині гори Гор у Йорданії. Серед мусульман та деяких юдеїв вона вважається справжнім місцем поховання Аарона, брата Мойсея. Оскільки в Торі наводяться два різних тлумачення щодо місця смерті Аарона, не всі євреї погоджуються з отототжненням його могили саме в Йорданії.

## Розташування
У П'ятикнижжі наводяться дві розповіді про смерть Аарона. В Книзі Чисел детально описується випадок у Меріві, коли Мойсей та Аарон ослухалися Бога, виводячи воду зі скелі, щоб втамувати спрагу Ізраїлевих синів: замість того, щоб говорити зі скелею, як наказав йому Бог, Мойсей вдарив по неї жезлом, продемонструвавши зневіру:
23 І сказав Господь до Мойсея та до Аарона на Гор-горі, на границі едо́мського кра́ю, говорячи:
24 „Нехай прилучиться Аарон до своєї рідні, бо він не ввійде до того Краю, що Я дав Ізраїлевим синам, через те, що ви були неслухня́ні наказу Моєму при воді Мері́ви.
(4 М. 20:23–24)
Після цього Аарон, його син Елеазар та Мойсей піднялися на Гор-гору, на границі едомського краю. Там Мойсей позбавив Аарона священних шат, віддавши їх Елеазару. Аарон помер і був похований на вершині цієї гори, а люди сумували за ним тридцять днів.
27 І зробив Мойсей, як Господь наказав був, і вийшли вони на Гор-го́ру на оча́х усієї громади.
28 І зняв Мойсей з Аарона шати його, і зодягнув у них сина його Елеаза́ра, — і Ааро́н помер там на верхів'ї гори. І зійшов Мойсей та Елеаза́р із гори.
29 І бачила вся громада, що помер Аарон, і оплакував Ааро́на ввесь Ізраїлів дім тридцять день.
(4 М. 20:27–29)
За традицією, біблійний Гор ототожнюється з горою Джебель-Небі-Гарун біля Петри в Йорданії, на вершині якої в XIV столітті була споруджена мечеть. До того ж, античні історики Йосип Флавій та Євсевій Кесарійський описують розташування Гору саме біля Петри.
Інша розповідь міститься в Книзі Повторення Закону, де Мойсей говорить, що Аарон помер і був похований у Мосері. Мосеру ототожнювали з Ель-Тайбією, невеликим джерелом у підніжжя перевалу, що веде на гору Гор. Однак за іншою думкою, Мосера не може розташовуватися в цьому місці, оскільки в Книзі Чисел (33:31–37) наведені сім зупинок між Мосерою та Гором. За цією логікою, Джебель-Небі-Гарун також не можна ототожнювати з Гором.
Втім, Могила Аарона на вершині Джебель-Набі-Гарун відвідується як єврейськими, так і мусульманськими паломниками.

## Релігійний статус
Оскільки урядом Йорданії Могила Аарона вважається мечеттю, в ній заборонені проведення юдейських молебнів. У серпні 2019 року групою ізраїльських туристів було викладено відео з танцями із сувоєм Тори на цьому місці. Незабаром йорданські правоохоронці конфіскували в членів групи релігійні предмети та закрили доступ до пам'ятки для іноземних туристичних груп, що не мають дозволу від уряду. Вільний  доступ до мечеті був відновлений у грудні того ж року.